# Mikolajivi terület
A Mikolajivi terület (ukránul: Миколаївська область, magyar átírásban: Mikolajivszka oblaszty) vagy Mikolajivscsina (Миколаївщина) közigazgatási egység Ukrajna déli részén, székhelye Mikolajiv. Területe 24,6 ezer km², népessége 1,2404 millió fő (2003). Északon a Kirovohradi, délnyugaton az Odesszai, délkeleten a Herszoni, északkeleten Dnyipropetrovszki területtel határos. Déli természetes határa a Fekete-tenger.
Az Ukrajna elleni 2022-es orosz invázió során a terület kb. 3%-a, Sznyihurivka és néhány környező falu került orosz megszállás alá.

## Földrajz
Ukrajna déli részén, a Fekete-tengermelléki-alföldön helyezkedik el. A területen 85 folyó található, a legnagyobb - a Déli-Bug és mellékfolyói: az Inhul, a Kodima, a Csicsiklija, a Szinjuha, a Mertvovod és a Hnilij Jalanec. A Makarov folyó és mellékfolyói. A Dnyeper és a Berezna folyók vízgyűjtő területe. A Berezna itt torkollik a Fekete-tengerbe. 128 tó és 12 kis víztározó is található ezen a területen.

## Népesség
Becsült népessége 2018. január 1-jei állapot szerint 1 141 324 fő volt. A 2001-es népszámlálás idején a népesség 1 264 700 fő volt. A terület népsűrűsége Ukrajnában a legalacsonyabbak közé tartozik, 44,3 fő/km².
A népesség összetétele 2001-ben, a népszámlálás adatai alapján:
- ukrán: 1 034 446 = 81,91%
- orosz: 177 530 = 14,06%
- moldáv: 13 171 = 1,04%
- fehérorosz: 8369 = 0,66%
- bolgár: 5614 = 0,44%
- örmény: 4277 = 0,34%
- zsidó: 3263 = 0,26%
- koreai: 1751 = 0,14%
- azeri: 1482 = 0,12%
- cigány: 1449 = 0,11%

## Adminisztratív beosztás
A területen 915 település található. Ezek közül 9 város, 17 városi jellegű település és 889 falu. A területi székhely Mikolajiv.
A terület a 2020. júliusi közigazgatási reform óta négy járásra oszlik: a Bastankai járás, a Vozneszenszki járás, a Mikolajivi járás, valamint a Pervomajszki járás. (A közigazgatási reform előtt a területnek 19 járása volt.) Öt területi jelentőségű város nem a járások alárendeltségébe tartozik, hanem közvetlenül a területi közigazgatási hivatal alárendeltségében van. Ezek: Mikolajiv, Ocsakiv, Vozneszenszk, Pervomajszk és Juzsnoukrajinszk.
A terület közigazgatási szerve a Mikolajivi Területi Állami Közigazgatási Hivatal, amely 2022 februárjától ideiglenesen katonai közigazgatásként működik. A terület önkormányzati szerve a Mikolajivi Terület Tanács.